# Ligue de séparation territoriale du Queensland central
La Ligue de séparation territoriale du Queensland Central (Central Queensland Territorial Separation League) est une alliance fondée à Rockhampton en 1889 destinée à promouvoir la séparation de la région du Queensland central du reste de la colonie australienne du Queensland telle qu'elle se présentait à l'époque.

## Historique
Les principales plaintes des séparatistes portaient sur le sentiment de sous-représentation de la région au Parlement colonial (situé à Brisbane, à environ 700 km au sud de Rockhampton) ainsi que sur l'utilisation des revenus apportés par le Queensland Central pour financer le gouvernement colonial.
L'activisme en faveur de la partition du Queensland en deux ou trois colonies plus petites était un sujet politique dans la colonie depuis le détachement du Queensland de la Nouvelle-Galles du Sud en 1859. Des mouvements politiques antérieurs favorables à la sécession du Queensland central avaient été lancés dans les années 1860 et 1870 mais ils étaient restés infructueux.
George Curtis (1845–1922), commissaire-priseur renommé et propriétaire foncier de Rockhampton est devenu le premier président de la ligue et a été élu à l'Assemblée législative du Queensland (la chambre basse du Parlement du Queensland) en 1893. Il utilisa sa position pour défendre les objectifs de la ligue au Parlement.
Une délégation formée par Archibald Archer et John Ferguson s'est rendue en Angleterre en 1892 . Ils ont rencontré Lord Knutsford, qui souhaitait que les résolutions du district provincial de Sir Samuel Griffith soient adoptées par l'Assemblée législative du Queensland.
La campagne de la ligue n’a pas abouti. En 1901, quand les colonies se sont fédérées, la nouvelle Constitution australienne leur a donné la capacité de se diviser pour former de nouvelles colonies (ou maintenant de nouveaux États). Le gouvernement britannique a été exclu de tout recours.
D'autres mouvements favorables à la création d'un nouvel État au centre du Queensland, dont Rockhampton serait la capitale, sont apparus dans les années 1950.

## Ligue féminine de séparation territoriale du Queensland Central.
Parallèlement à la Ligue de séparation territoriale du Queensland Central, les habitantes de Rockhampton ont créé leur propre ligue de séparation en octobre 1892. La réunion inaugurale de la Women's Central Queensland Territorial Separation League s'est tenue à la Rockhampton School of Arts et a réuni 200 femmes. Celles-ci ont proclamé soutenir les efforts de leurs maris, frères et amis afin de renforcer le mouvement. Leur premier objectif a été de réaliser une pétition adressée à la reine Victoria. L'introduction du texte revendicatif expose leurs griefs en soulignant l’immense taille du Queensland : douze fois la superficie de l’Angleterre et du Pays de Galles, et plus grand que la France, l’Allemagne, l’Espagne et le Portugal réunis. Les pétitionnaires se plaignaient également du fait que la capitale Brisbane se trouvé dans une situation excentrée à l’extrême sud-est de l’immense colonie. Elles estimaient que l'administration de cet immense État ne tenait pas compte de sa partie centrale et que les recettes locales ne profitaient qu'à Brisbane et au sud du Queensland ..
Aucun démarcheur professionnel n'a été employé pour recueillir les signatures, ce sont les membres de la Ligue qui l'ont fait de façon bénévole. Elles ont effectué des tournées, aussi bien dans les zones peuplées que dans les districts ruraux. Une de ces militantes, Margaretta Ramm, a fait l'effort de parcourir seule de longues distances entre les villes et les fermes.
La pétition mesurait plus de 33 mètres de long et a été signée par environ 4 000 femmes. Les signataires étaient âgées de 21 ans ou plus. Une note interne de la Ligue indiquait que si l'âge des signataires avait été abaissé à 18 ans il y aurait eu 2000 noms supplémentaires.
Une copie de la pétition originale de la Women's Central Queensland Territorial Separation League est conservée à la Bibliothèque d'État du Queensland. Elle est classée Trésor de la bibliothèque John Oxley. Sa fragilité ne permet pas de la manipuler.